# SNCF BB 9300 sorozat
Az SNCF BB 9300 sorozat egy francia 1,5 kV egyenáramú Bo'-Bo tengelyelrendezésű villamosmozdony-sorozat. 1967 és 1969 között gyártotta az Schneider-Jeumont/CEM. Az SNCF üzemelteti a sorozatot, kizárólag csak személyszállító vonatok vontatására.